# 岡田正美
岡田 正美（おかだ まさよし、1871年5月17日（明治4年3月28日） - 1923年（大正12年）10月21日）は、日本の国語学者。号は雲亭。
長野県出身。1897年東京帝国大学文科大学国文科卒。1900年議会に国語・国文の改良に関する請願書を提出。国語調査会の補助委員として国語の整理、改革に参与。東京帝大講師、東京外国語学校教授。

## 編著書
- 『新式日本文法』永井一孝補 大日本図書 1900
- 『日本文法文章法大要』吉川半七 1900　勉誠出版 2001
- 『日本文典 解説批評』博文館 帝国百科全書 1902
- 『新撰仮字遣』大日本図書 1905
- 『徳川時代文範 第1巻 編 大日本図書 1905
- 『日本文学通覧』編 大日本図書 1909
- 『新編実用日本文典』編 金港堂書籍 1916
- 『明治大正時代文範』編 大日本図書 1917

### 共編著
- 『奈良時代文範 上巻』千秋季隆共編 大日本図書 1906
- 『女子國語讀本』巻1-10 吉田弥平,小島政吉,篠田利英共著 金港堂書籍 1918